# Maja Svetik
Maja Svetik (* 9. März 1996 in Šempeter pri Gorici) ist eine ehemalige slowenische Handballspielerin.

## Karriere

### Im Verein
Maja Svetik spielte zunächst in Slowenien für ŽRK Ajdovščina. 2020 wechselte sie zu RK Krim. In ihren drei Spielzeiten für Krim gewann sie jeweils die slowenische Meisterschaft. 2023 ging sie nach Österreich und steht im Kader des Erstligisten BT Füchse. Nach der Saison 2024/25 beendete sie ihre Karriere.

### In Auswahlmannschaften
Maja Svetik stand im Aufgebot der slowenischen Nationalmannschaft. Mit Slowenien nahm sie an der WM 2019 (19. Platz), EM 2020 (16. Platz), WM 2021 (16. Platz), EM 2022 (8. Platz) und der WM 2023 (11. Platz) teil. 2024 stand sie im Aufgebot für die Olympischen Spiele, wo sie 2 Tore in 5 Spielen erzielte.